# Anwen, Chongqing
Anwen (kinesiska: 安稳) är en köping i sydvästra Kina. Den ligger i stadsdistriktet Qijiang i storstadsområdet Chongqing, omkring 99 kilometer söder om det centrala stadsdistriktet Yuzhong. Antalet invånare är 30 553. Befolkningen består av 14 860 kvinnor och 15 693 män. Barn under 15 år utgör 19,0 %, vuxna 15-64 år 69 %, och äldre över 65 år 11,0 %.